# Avenida Urdaneta
Avenida Urdaneta es el nombre que recibe una importante arteria vial localizada en el Municipio Libertador al oeste del Distrito Metropolitano de Caracas y al centro norte del país sudamericano de Venezuela. Recibe esa denominación para honrar al destacado general, político y prócer venezolano de la Independencia, Rafael Urdaneta quien fuese el último presidente de la Gran Colombia.

## Descripción

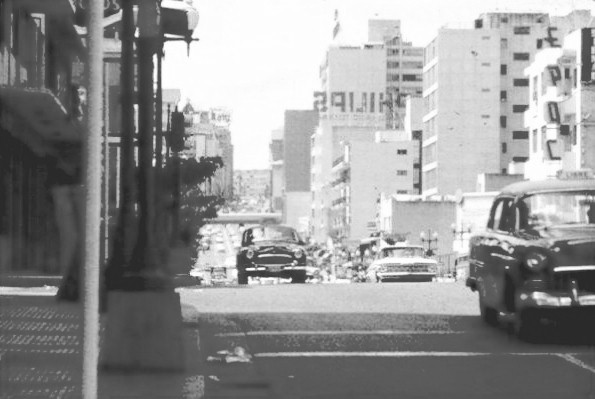
Vista de la avenida en 1964

Se trata de una vía de transporte carretero que data de la época del General Marcos Pérez Jiménez, inaugurada el 29 de noviembre de 1953, que conecta la Avenida Sucre y el Viaducto Nueva República a la altura del Parque de Miraflores con la Avenida Vollmer, la Avenida El Parque y la Avenida Andrés Bello. A lo largo de su recorrido también se vincula con la Avenida El Lago, Avenida La Estrella, El Paseo Anauco, la Avenida Fuerzas Armadas, el Bulevar Panteón, la Avenida Baralt, Puente Llaguno, Avenida Vollmer, entre otros.
Se pueden mencionar como puntos de interés El Palacio de Miraflores (sede del gobierno central Venezolano) el Palacio Blanco (casa Militar), el Cuartel General de División Fernando Rodríguez del Toro (sede de la Guardia de Honor Presidencial), el túnel Av Sucre-Urdaneta, el Edificio San Pablo, la sede del Ministerio de Finanzas (antigua sede del Citibank a principios del año 2000), la sede del Ministerio de Relaciones Exteriores (antigua sede del desaparecido Banco Nacional de Descuento), el Correo de Carmelitas, la sede de la Vicepresidencia de la República (hasta 2000 fue la sede del Ministerio de Relaciones Interiores), el edificio sede principal del Banco Central de Venezuela, el Archivo general de la nación, la plaza Andrés Eloy Blanco, Santa Capilla, la Escuela de Música José Ángel Lamas, el Edificio Phelps (no confundir con la Torre Phelps  de Plaza Venezuela), el Ministerio de Industrias, el edificio Pasaje La Seguridad, el CICPC (Antigua sede del Banco Ítalo Venezolano), el Registro principal de Caracas, Plaza España, el Edificio El Universal, la Torre Iberia, El centro financiero Latino, la Sede del Ministerio Público (Fiscalía, antigua sede del Banco Royal Venezolano, luego Banco Internacional y finalmente InterBank), la sede del Ministerio del Interior y Justicia (antigua sede del extinto Banco Construcción), el Banco Sofitasa, el Ministerio de Agricultura y Tierras (anteriormente sede de La Vivienda Entidad de Ahorro y Préstamo), la Plaza la Candelaria, la sede central del Banco Exterior, el Centro Comercial Galerías Ávila y el Centro Comercial Sambil La Candelaria, entre otros.
A lo largo de su recorrido posee las siguientes esquinas:
- Miraflores
- Bolero
- Puente Llaguno
- Carmelitas
- Santa Capilla
- Veroes
- Ibarras
- Pelota
- Punceres
- Plaza España
- Ánimas
- Platanal
- Candilito
- Urapal

## Galería

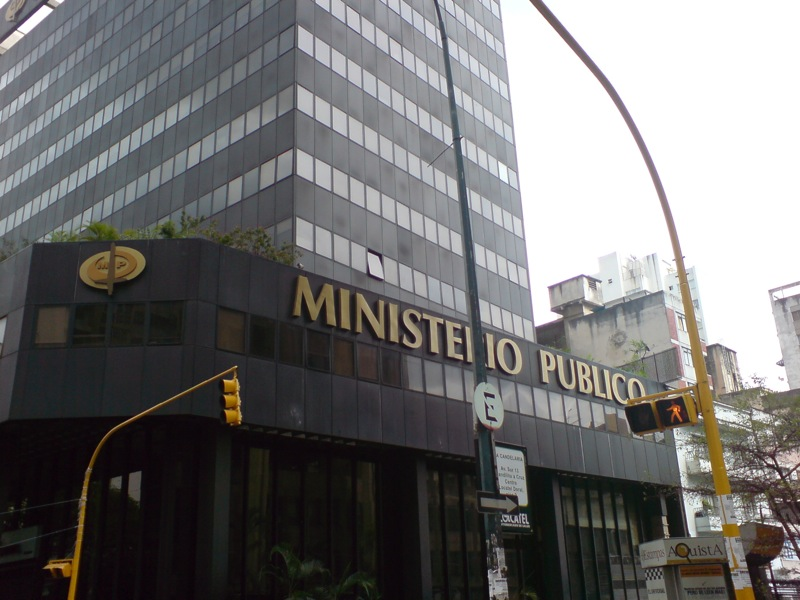
Sede del Ministerio Público. Anteriormente fue sede de InterBank (primero fue Banco Royal Venezolano, luego Banco Internacional y finalmente Interbank hasta su fusión con el Banco Mercantil).
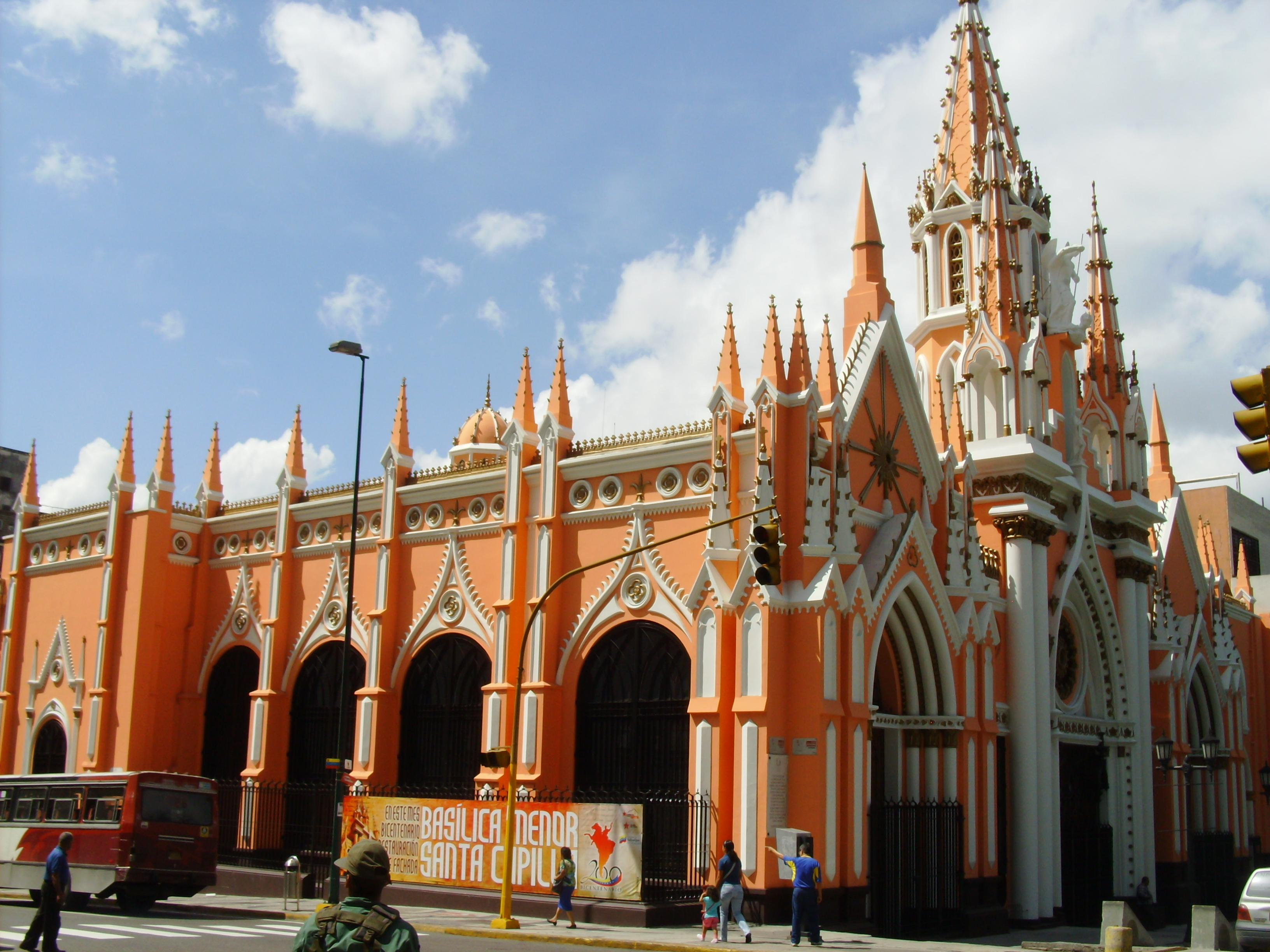
Basilica menor Santa Capilla
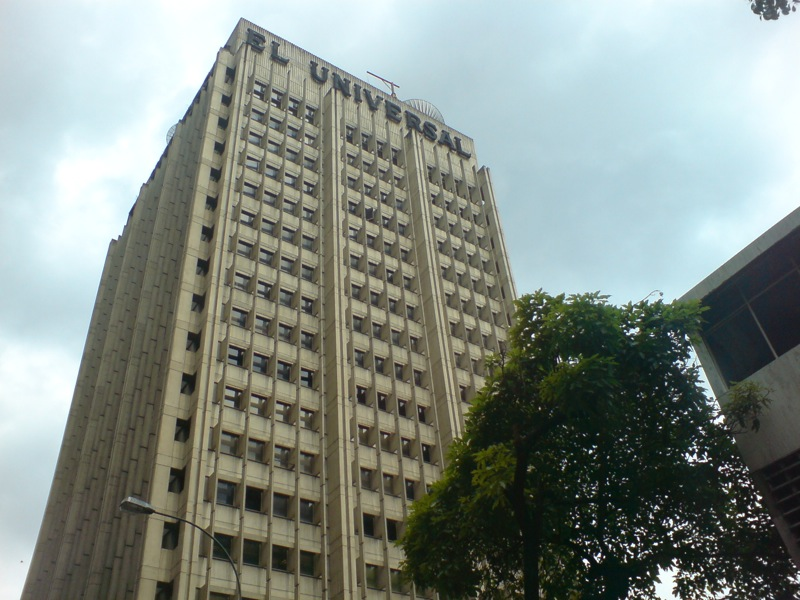
Torre de El Universal
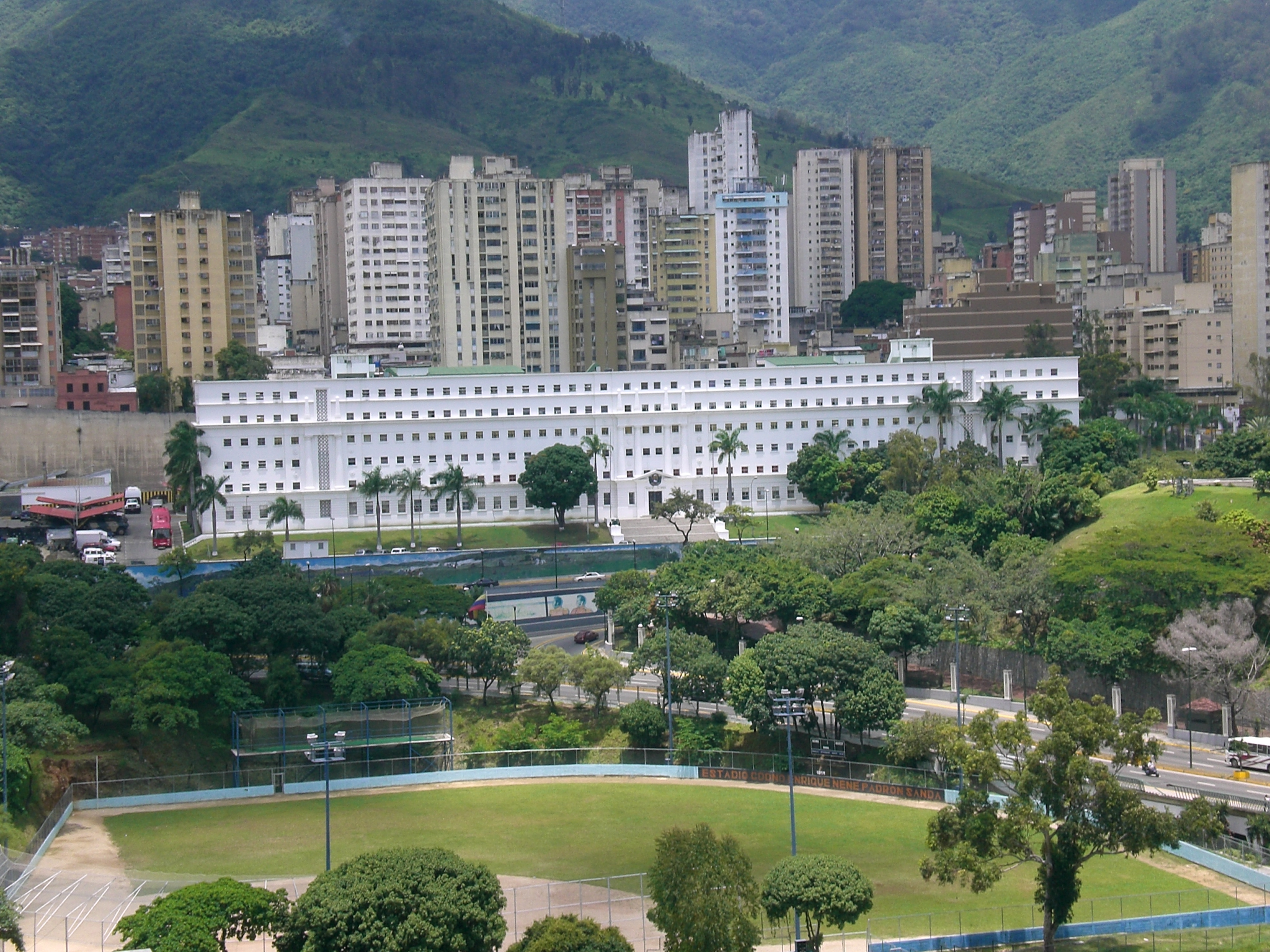
Palacio Blanco
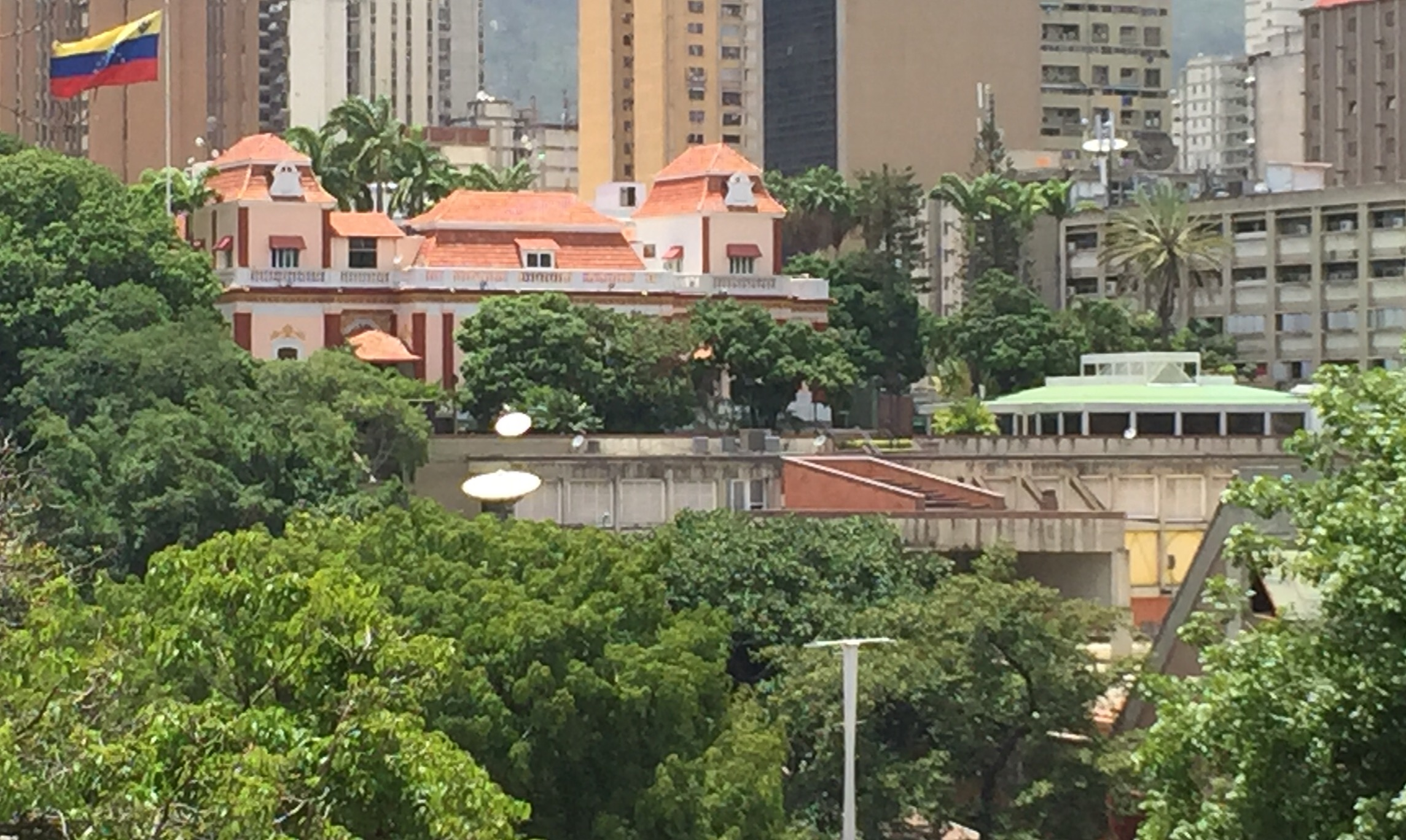
Palacio de Miraflores